# 东榆镇
东榆镇，是中华人民共和国四川省巴中市南江县曾经下辖的一个镇。2019年12月，撤销南江镇和东榆镇，设立集州街道，原东榆镇观井社区、华光社区、文光社区、徐家坝社区、槐树坪社区、张家垭社区、幸福村及跃进社区1组、2组、10组所属行政区域为集州街道的行政区域划为集州街道的行政区域。

## 行政区划
东榆镇撤销前下辖以下地区：
东榆社区、石矿社区、桥坝社区、红潭河社区、华光村、观井村、跃进村、幸福村、槐树村、永红村、五星村、文光村、同心村、卫星村、土寨村、战斗村、民主村、长丰村、桥坝村、响水村和田磅村。